# فرد روبرتس
فرد روبرتس (بالإنجليزية: Fred Roberts)‏ (9 أكتوبر 1909 في المملكة المتحدة - 1 يناير 1979 بلوتن في المملكة المتحدة) هو لاعب كرة قدم بريطاني (وحمل سابقاً جنسية المملكة المتحدة لبريطانيا العظمى وأيرلندا) في مركز الهجوم. لعب مع برمنغهام سيتي ونادي لوتون تاون ونادي كيترينغ تاون.